# Yoga Natha
Natha Yoga é um sistema aberto, que consiste em métodos e técnicas. Ele resume a experiência de introduzir ioga no mundo ocidental. Isso foi observado adaptações feitas no E.U.A., Austrália, Europa e América do Sul ao longo dos últimos cem anos. Natha sistema de Yoga é completamente independente dos costumes e religiões orientais, ioga é um ancestral da linha Goraksha Natha.Alguns destaques iogues desta linha foram: Jalandhara Natha, Natha Caurangi, Charppati Natha, Natha Kanipe e Nalinapa Natha. Os yogis Nathan são considerados os "guardiões do conhecimento" iogue propõe atividade psicofísica e espiritual naturais de importância vital para a saúde.Tem entre suas premissas a liberdade de expressão e respeito por todos os seres.

## Filosofia
Natha Yoga não "acredita", só há um caminho válido para todos os seres humanos e não admite qualquer regra fixa para o qual todos devem se adaptar, não oferece solução exclusiva para alcançar a felicidade e, embora afirmando que a realidade é uma, litígios que só pode ser vivida de uma maneira.

## Missão
Natha Yoga A proposta não está perdido em um emaranhado de métodos e técnicas, sem sentido ou objetivos claros. Muito ao contrário do, a intenção é permitir que os estudantes tenham acesso a diferentes escolas, métodos e tradições que eles possam encontrar o seu caminho e uma vez que em linha reta, sem fanatismo, mas por uma escolha baseada em suas necessidades, visão e liberdade. Dentro deste sistema, respeitando todas as tradições, todos os métodos e escolas de yoga. Discípulos Natha Yoga, mas não para gerar "senhor de si mesmo"

## Acadêmica
Desde 2005, a formação no sistema de Natha Yoga é conhecido como carreira de ensino superior pela Organização Mundial de Saúde Publica (OMSP) e adaptar o ensino à situação como em este exemplo da página institucional da escola apenas até o momento ( Agosto de 2009) que oferece essa formação com as características acima, sob a liderança de Professores de Yoga Terapêutico Mariel Mendizabal